# Flavokinase
Flavokinase (auch Riboflavin-Kinase) ist das Enzym im Vitamin-B2-Metabolismus, welches Riboflavin in das Flavinmononukleotid (FMN) umwandelt und daher unentbehrlich für die Synthese des Coenzyms Flavin-Adenin-Dinukleotid (FAD) ist. Flavokinase wird von allen Lebewesen produziert, das Enzym der Archaeen ist aber von dem der Bakterien und Eukaryoten sehr verschieden. Im Menschen ist Flavokinase im Zytoplasma der Zellen von Gehirn, Plazenta und Harnblase lokalisiert.

## Katalysierte Reaktion
+ XTP →
 + XDP
Die katalysierte Reaktion ist eine Phosphorylierung, bei der ein Phosphorsäurerest von einem Nukleotidtriphosphat auf die 5'-Hydroxygruppe des Riboflavins übertragen wird.
Bei bakteriellen und eukaryotischen Riboflavinkinasen (ATP-Riboflavin-5'-Phosphotransferasen, EC 2.7.1.26) ist die katalysierte Reaktion ATP-spezifisch:
Riboflavin + ATP --(Flavokinase, T3-stimuliert){\displaystyle -->} FMN + ADP
Bei archaealen Riboflavinkinasen (CTP-Riboflavin-5′-Phosphotransferasen, EC 2.7.1.161) verläuft sie CTP-spezifisch:
Riboflavin + CTP --(Flavokinase){\displaystyle -->} FMN + CDP